# Aeroportul Kirensk
Aeroportul Kirensk (IATA: KCK, ICAO: UIKK) este un aeroport din Rusia. Aeroportul a fost tranzitat în 2017 de 29.012 pasageri.
Situat la o altitudine de 256 m, aeroportul dispune de o singură pistă.